# Ligue communiste révolutionnaire (Japon)
Pour les articles homonymes, voir Ligue communiste révolutionnaire (homonymie).
Ne doit pas être confondu avec Ligue communiste révolutionnaire du Japon (Quatrième internationale) ou Ligue communiste révolutionnaire japonaise.
 (janvier 2019).
- Si vous ne connaissez pas le sujet, laissez ce bandeau (vous pouvez alors contacter les auteurs).
- Si vous supprimez le contenu mis en cause (vous pouvez préalablement contacter les auteurs),

argumentez précisément cette suppression dans la page de discussion
(un manque de référence n'est pas un argument ; une recherche réelle de référence doit avoir été effectuée, être formellement documentée).
La Ligue communiste révolutionnaire (革命的共産主義者同盟) a été formée en 1957 par l'aile gauche du Parti communiste japonais.
Son prédécesseur était la Fédération trotskyste japonaise. Les principales organisations issues de sa dislocation sont la LCRJ-Comité National, la LCRJ-Faction Marxiste Révolutionnaire et la LCRJ (IVème Internationale).

## Histoire
En 1955, le Parti communiste japonais a décidé de s'autocritiquer pour sa décision lors du cinquième congrès du parti de prôner la lutte violente, ce qui était « blanquiste et prématuré ». Cette décision choqua de nombreux étudiants radicaux, qui étaient alors les principaux acteurs de cette politique, entre autres. Le PCJ entretenait alors des milices de permanents et d'étudiants qui attaquaient des postes de police et les opposants au parti.
En 1956, Staline, qui faisait l'objet d'un culte dans le parti, fut critiqué par Khrouchtchev puis par l'URSS. Puis le soulèvement populaire en Hongrie fut réprimé. À partir de là, plusieurs communistes japonais lancèrent une campagne de critique contre la politique de l'Union Soviétique, la qualifiant de « staliniste », et se déclarèrent en faveur de la création d'une nouvelle organisation. En 1957, la Ligue Communiste Révolutionnaire fut créée à la suite de la Fédération trotskyste japonaise. C'est le début de la Nouvelle Gauche. Les principaux membres de cette ligue était Ryu Ota, Koichi Kuroda, Tsukasa Nishikyo.
L'articulation théorique de l'organisation était la critique de Staline selon les théories de Trotsky, mais en raison des différences dans les politiques proposées, des scissions émergèrent rapidement. La ligne principale de débat était entre ceux qui soutenaient le Secrétariat International de la Quatrième Internationale (Ryu Ota) et ceux qui voulaient « surmonter » le trotskysme (Kuroda, Kanaraga). L'organisation était divisée. En outre, mis à part quelques ouvriers que les étudiants organisés dans la Ligue réussirent à gagner, le recrutement était faible, le PCJ réussissant à garder la mainmise sur les organisations étudiantes, malgré l'apparition de l'Alliance communiste dans le mouvement étudiant.
En juillet 1958, Ryu Ota démissionna pour fonder l'"Association trotskyste du Japon", ensuite renommée "Parti communiste internationaliste". Le sujet de la discorde était l'entrisme dans le Parti socialiste japonais.
En janvier 1959, Kuroda a formulé la théorie de l'"anti-stalinisme" pour dépasser selon lui le trotskysme. Il est par la suite accusé d'avoir donné au département de la police métropolitaine des informations sur la Ligue de la jeunesse démocratique du Japon, et expulsé pour avoir commis "un acte de trahison et d'espionnage" en août de la même année.
Kuta Honda, qui avait formé dans le passé avec Kuroda un groupe pour "l'étude du marxisme révolutionnaire", a aussitôt démissionné pour le rejoindre. Ils créent un Comité national de la Ligue communiste révolutionnaire.
En février 1963, le Comité National de la LCRJ s'est divisé, Kuroda scissionnant sur des questions comme la construction du parti et la politique à mener au sein du mouvement ouvrier. Il crée de son côté la LCRJ-Faction Marxiste Révolutionnaire, surnommé Kakumaru-ha. La "faction Honda", se qualifiera de "faction "centrale" ou "noyau"", et garde le nom de LCRJ-Comité National, surnommé Chūkaku-ha.
En février 1965, les restes de la Ligue communiste révolutionnaire et le Parti communiste internationaliste d'Ota, actif au sein de la Ligue des jeunesses socialistes se réunifièrent dans la Ligue communiste révolutionnaire du Japon (Quatrième internationale). Ota se retire du parti l'année suivante, ayant été critiqué pour avoir mis de côté la lutte contre la ratification du traité d'alliance Japon/Corée et contre l'implantation de bases américaines.
Après leur division, la Chūkaku-ha et la Kakumaru-ha luttent pour l'hégémonie, notamment au sein de l'Alliance des étudiants marxistes (Marugaku). Ils entrent dans un état de "guerre" qui durera tout au long des années 70, fera plus de cent morts et des centaines de blessés. La Chūkaku-ha et la LCRJ-QI sont également entrées en conflit en 1984, lors de la lutte pour l'aéroport de Narita, quand la première a attaqué unilatéralement la seconde, faisant huit blessés, dont une fracture du crâne et une jambe coupée.